# Czerwin (gmina)

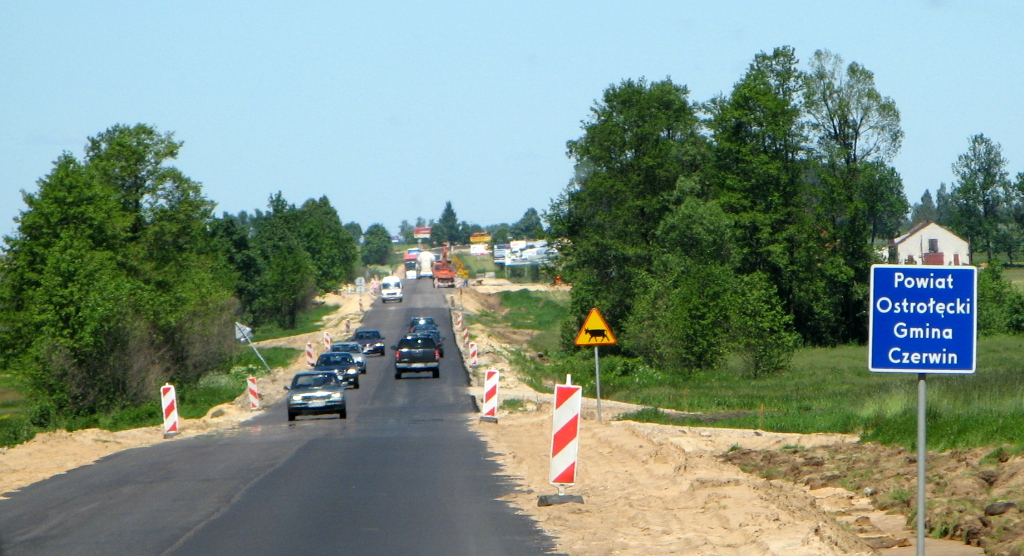
Gmina Czerwin z drogą wojewódzką nr 677

Czerwin – gmina wiejska w województwie mazowieckim, w powiecie ostrołęckim. W latach 1975–1998 gmina położona była w województwie ostrołęckim.
Siedziba gminy to Czerwin. Wójtem gminy jest Grzegorz Długokęcki.
Według danych z 30 czerwca 2004 gminę zamieszkiwały 5342 osoby. Natomiast według danych z 31 grudnia 2017 roku gminę zamieszkiwało 5136 osób. Było to wówczas 5,8% ludności powiatu.

## Struktura powierzchni
Według danych z roku 2002 gmina Czerwin ma obszar 171,13 km², w tym:
- użytki rolne: 77%
- użytki leśne: 15%

Gmina stanowi 8,15% powierzchni powiatu.

## Demografia
Według Powszechnego Spisu Ludności z 1921 roku gminę zamieszkiwało 7.194 osoby, 6.837 było wyznania rzymskokatolickiego, 18 prawosławnego a 334 mojżeszowego. Jednocześnie 7.103 mieszkańców zadeklarowało polską przynależność narodową, 77 żydowską a 14 rosyjską. Było tu 1.092 budynków mieszkalnych.

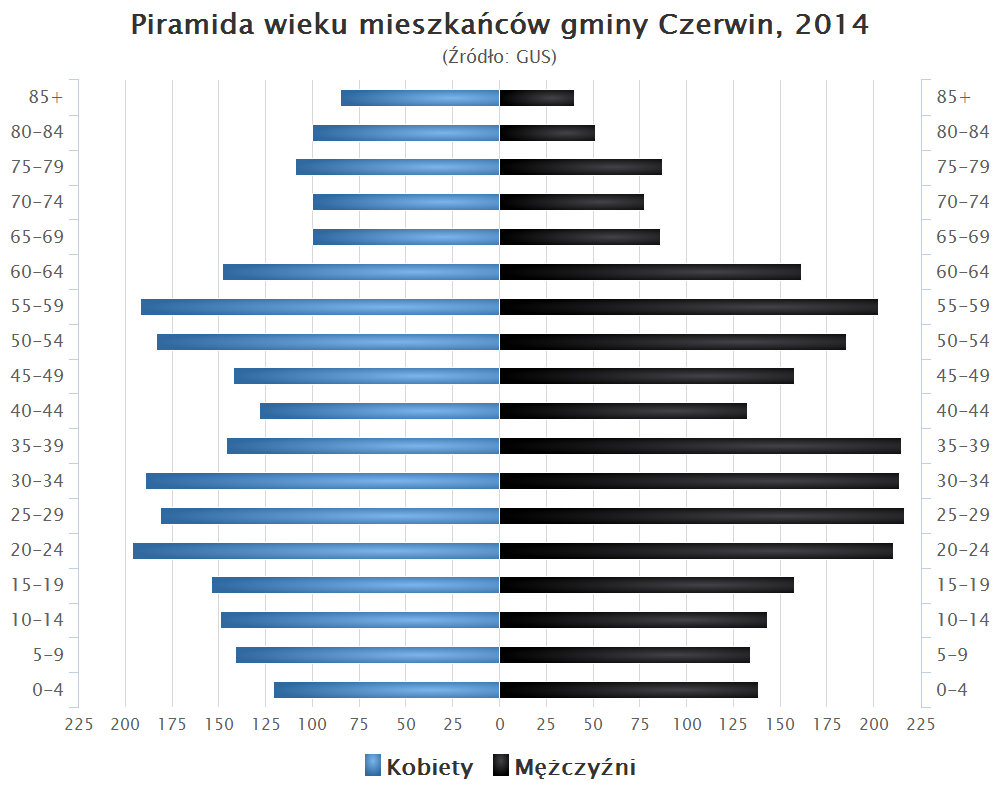
Piramida wieku mieszkańców gminy Czerwin w 2014 roku

Dane z 31 grudnia 2017 roku:
| Opis                              | Ogółem | Ogółem | Kobiety | Kobiety | Mężczyźni | Mężczyźni |
| --------------------------------- | ------ | ------ | ------- | ------- | --------- | --------- |
| jednostka                         | osób   | %      | osób    | %       | osób      | %         |
| populacja                         | 5 136  | 100    | 2 538   | 49,4    | 2 598     | 50,6      |
| gęstość zaludnienia (mieszk./km²) | 30     | 30     | 14      | 14      | 16        | 16        |

## Sołectwa
Andrzejki-Tyszki, Bobin, Borek, Buczyn, Choromany-Witnice, Chruśnice, Czerwin, Damiany, Dąbek, Dobki Nowe-Wólka Czerwińska, Dobki Stare, Dzwonek, Filochy, Gocły, Grodzisk Duży, Grodzisk-Wieś, Gostery, Gumki, Janki Młode, Jarnuty, Księżopole, Łady-Mans, Laski Szlacheckie, Laski Włościańskie, Malinowo Nowe, Malinowo Stare, Piotrowo, Piski, Pomian, Seroczyn, Skarżyn, Sokołowo, Stylągi, Suchcice, Tomasze, Tyszki-Ciągaczki, Tyszki-Nadbory, Wiśniewo, Wiśniówek, Wojsze, Wólka Seroczyńska, Załuski, Zaorze, Żochy.
Miejscowość bez statusu sołectwa: Gucin.

## Sąsiednie gminy
Goworowo, Ostrów Mazowiecka, Rzekuń, Stary Lubotyń, Śniadowo, Troszyn, Wąsewo